# De'Longhi
De'Longhi S.p.A je italský výrobce domácích spotřebičů a zařízení se sídlem v italském Trevisu.
Z historického hlediska je společnost významným producentem přenosných topných a klimatizačních jednotek. Postupem času rozšířila svoji výrobu do kompletního elektrotechnického vybavení domácností, včetně kuchyňských spotřebičů, nožů, vysavačů a elektrických mopů, žehliček atd. Nejznámějšími výrobky společnosti De'Longhi jsou však kávovary, klimatizace a přístroje na výrobu zmrzliny. De'Longhi se mimo jiné nejvíce proslavila sérií kávovarů Artista a mobilními klimatizacemi Pinguino. Společnost De'Longhi je velmi známa precizním zpracováním a designem svých výrobků. V roce 2007 získala ocenění Red Dot design award za svou řadu domácích spotřebičů Esclusivo. Časopis Home Furnishing News uznal v roce 2006 Giocoma Borina, ředitele oddělení designu, jako jednoho z 50 nejvlivnějších návrhářů na světě.

## Historie
Historie společnosti se začala psát roku 1902, kdy byla založena rodinou De'Longhi dílna na výrobu malých průmyslových dílů a také započala výroba kamen na dřevo. V roce 1950 byla registrována a začala vyrábět pod svoji vlastní značkou De'Longhi. Jedním z prvních produktů byla řada elektrických olejových radiátorů. V 80. letech zahájila společnost diverzifikaci výroby zavedením úspěšných produktů, jako je elektrická trouba Sfornatutto a přenosná klimatizace Pinguino, zatímco výroba radiátorů se přesunula do nově založené dceřiné společnosti DLRadiators. V roce 1987 společnost vynalézá Friggimeglio, první fritovací hrnec s rotujícím košem, jehož výhodou bylo smažení jen s poloviční dávkou oleje, než byla v té době běžná.
V roce 1994 pak byla akvizicí získána společnost Climaveneta SpA zabývající se výrobou průmyslových klimatizačních jednotek a v roce 1995 také společnost Simac známá výrobou žehliček, parních žehlicích stanic a kuchyňských přístrojů. V roce 2001 odkoupila za 45,9 milionu £ (asi 66,7 milionu $) britského výrobce kuchyňských spotřebičů Kenwood, a tím získala společnost přístup k čínským výrobním provozům, které Kenwood vlastnil. V důsledku toho se větší část výrobků De'Longhi nyní dováží z Číny, zatímco projektová a inženýrská činnost zůstává z velké části v Itálii.
Akvizice dceřiných společností Climaveneta SpA a DLRadiators v roce 2000 umožnila společnosti De'Longhi vstup na trh s průmyslovými klimatizacemi (technologie HVACR). V roce 2012 ovšem došlo k odštěpení Climaveneta SpA a byla založena nová společnost DeLclima, kde v čele stojí Giuseppe De'Longhi jako prezident společnosti a Carlo Grossi jako její CEO. Díky většinovému podílu v RC Group, která je předním hráčem v oblasti chladicích technologií a jejich řízení, posílila De'Longhi svoji pozici na trhu s HVACR technikou.
Celkově De'Longhi provozuje 13 výrobních závodů a 30 zahraničních poboček, které podporují prodej do 75 zemí světa. Za téměř 75 % z celkových tržeb skupiny odpovídají mezinárodní prodeje, které vystoupaly v roce 2010 na 1,63 miliard €.
16. dubna 2012 De'Longhi koupil od společnosti Procter & Gamble práva na výrobu produktů značky Braun v segmentu malých spotřebičů. 50 milionů € bylo zaplaceno okamžitě a dalších 90 milionů € bude vyplaceno v průběhu příštích 15 let. Procter & Gamble má však i nadále veškerá práva na značku Braun jako takovou. Akcie společnosti jsou obchodovány na milánské burze od roku 2001.

## Významné podíly
- De'Longhi Appliances S.r.l. – Treviso, Itálie – 100 %
- De'Longhi Benelux S.A. – Lucembursko – 100 %
  - Kenwood Limited – Havant, Spojené království – 100 %
  - Ariete S.p.A. – Campi Bisenzio, Itálie – 100 %

## Podíly ve společnostech
- De'Longhi Industrial S.A. – 67,006 %
- Franklin Templeton Investments Corp – 2,125 %
- Financiere de l'Echiquier S.A. – 2,030 %